# NaN
NaN jako zkratka z Not a Number („nečíslo“) je v číslicové technice termín pro hodnotu, která nereprezentuje (konečné) číslo.
S NaN počítají návrhy numerických koprocesorů, vyskytuje se též jako rezervovaná hodnota v některých programovacích a skriptovacích jazycích (např. JavaScript) a někdy přímo tato zkratka může být zobrazena na displeji některých starších kalkulaček, měřicích přístrojů apod.
Příklad, kdy může NaN vzniknout jako výsledek nějaké operace, je dělení nuly nulou nebo pokus o výpočet funkční hodnoty funkcí v bodě, který nenáleží do jejich oboru hodnot.
V případě koprocesorů je posloupností bitů, která podle dohodnutých standardů vyjadřuje, že tato posloupnost nereprezentuje číslo. Většinou též platí, že jakákoli operace, jejímž operandem je NaN, má výsledek též NaN.